# Konopaty
Konopaty – wieś w Polsce, położona w województwie mazowieckim, w powiecie żuromińskim, w gminie Lubowidz. Ma status sołectwa.
| SIMC    | Nazwa               | Rodzaj    |
| ------- | ------------------- | --------- |
| 0118693 | Majdany-Leśniczówka | część wsi |

W latach 1975–1998 miejscowość administracyjnie należała do województwa ciechanowskiego.